# Giannino Di Teodoro
Giannino Di Teodoro (Giulianova, 7 settembre 1917 – ...) è stato un allenatore di calcio e calciatore italiano, di ruolo centrocampista.
Quando venne inaugurato lo Stadio Rubens Fadini di Giulianova Di Teodoro, ex compagno di squadra di Fadini, tenne un breve discorso in sua memoria. Era anche noto come Di Teodoro III per distinguerlo da Di Teodoro I (classe 1911) e Di Teodoro II (classe 1915).

## Carriera

### Giocatore
Svolge il servizio militare a Venezia; dopo aver militato nel Giulianova, con cui nella stagione 1939-1940 prende parte al campionato di Serie C, trascorre due stagioni nel Venezia, in Serie A, senza però mai giocare in massima serie. Viene acquistato dal Pescara all'inizio della stagione 1942-1943, nella quale colleziona 10 presenze in Serie B. Nella stagione 1945-1946 è ancora al Pescara, con cui gioca 16 partite in Divisione Nazionale, segnando anche 2 gol; viene riconfermato anche per la stagione successiva, nella quale gioca 28 partite senza segnare in Serie B. Nelle stagioni 1947-1948 (31 presenze e 20 gol con Alfredo Bruno Notti allenatore e giocatore) e 1948-1949 (24 presenze e 7 gol sempre con Notti allenatore-giocatore) ha militato nella Sambenedettese in Serie C, collezionando, complessivamente 55 presenze e e 27 gol.

### Allenatore
Nella stagione 1952-1953 ha allenato il Giulianova, squadra della sua città natale, con cui ha ottenuto un 4º posto nel campionato abruzzese di Promozione.

## Palmarès

### Giocatore

#### Competizioni nazionali
- Coppa Italia: 1

Venezia: 1940-1941